# Николсон, Артур (офицер)
Артур Николсон (англ. Arthur Nicholson; 7 июня 1947 — 24 марта 1985) — офицер военной разведки США, майор, убитый советским часовым.
Обучался в Русском институте армии США.
Николсон занимался сбором разведывательной информации в рамках уполномоченной военной миссии связи, которая действовала под взаимным советско-американским руководством.
Миссии военной связи были связующим звеном между британскими, французскими и американскими войсками и Группой советских войск в Германии, но у них была известная второстепенная задача по сбору разведывательной информации и важная роль в проверке того, что наступательные действия не готовятся.
Взаимные группы были санкционированы и управлялись как Великобританией, Францией и США в Восточной Германии, так и Советским Союзом в Западной Германии во время холодной войны.
Николсон был убит советским часовым при приближении к укрытию, где располагался танк советской 2-й гвардейской танковой армии.
Николсон официально рассматривается Министерством обороны США как жертва убийства и последняя жертва холодной войны.
Смерть Николсона привела к американо-советскому кризису и интенсивным переговорам относительно военных миссий связи.